# Anderson Lopes
Anderson Lopes (sinh ngày 15 tháng 9 năm 1993) là một cầu thủ bóng đá người Brasil thi đấu ở vị trí  tiền đạo cánh cho câu lạc bộ Yokohama F Marinos tại giải J.League.

## Sự nghiệp câu lạc bộ
Anderson Lopes đã từng chơi cho Sanfrecce Hiroshima.